# Langendorf (Dolna Saksonia)
Langendorf – miejscowość i gmina położona w niemieckim kraju związkowym Dolna Saksonia, w powiecie Lüchow-Dannenberg. Należy do gminy zbiorowej (niem. Samtgemeinde) Elbtalaue.